# Expedición 5
La Expedición 5 fue la quinta estancia de larga duración en la Estación Espacial Internacional. Seguida por la Expedición 6.

## Objetivos de la misión
La tripulación de la Expedición Cinco se hizo cargo de las operaciones de la EEI el 7 de junio de 2002. Una ceremonia oficial entre las tripulaciones de la Expedición tuvo lugar el 10 de junio, con el sonido ceremonial de la campana de bronce de la estación, que simboliza la transferencia del comando. La tripulación de la Expedición 5 llevó a cabo aproximadamente 25 nuevas investigaciones a bordo de la EEI, y continuó con varias investigaciones científicas iniciadas antes de su estadía. La tripulación concluyó una estadía de 184 días en el espacio cuando regresaron a casa en STS-113 el 7 de diciembre de 2002.
El transbordador espacial Endeavour entregó la tripulación de la Expedición 5 durante la misión STS-111, que se lanzó el 5 de junio de 2002. La quinta tripulación que vivía a bordo de la Estación Espacial Internacional fue dirigida por el ruso Valery Korzun y se unió al compañero cosmonauta Sergei Treschev y al astronauta estadounidense Peggy A. Whitson, Ambos ingenieros de vuelo. Mientras estaba a bordo, la Dra. Whitson fue nombrada el primer Oficial Científico de la EEI de la NASA por el Administrador de la NASA O'Keefe.

## Tripulación
| Posición             | Astronauta                                 |                                            |
| -------------------- | ------------------------------------------ | ------------------------------------------ |
| Comandante           | Valery Korzun, RSA Segundo vuelo espacial  | Valery Korzun, RSA Segundo vuelo espacial  |
| Ingeniero de vuelo 1 | Peggy Whitson, NASA Primer vuelo espacial  | Peggy Whitson, NASA Primer vuelo espacial  |
| Ingeniero de vuelo 2 | Sergei Treschev, RSA Primer vuelo espacial | Sergei Treschev, RSA Primer vuelo espacial |

## Parámetros de la misión
- Perigeo: 384 km
- Apogeo: 396 km
- Inclinación: 51.6°
- Período: 92 min

- Acoplamiento: STS-111 - 7 de junio de 2002, 16:25 UTC
- Desacoplamiento: STS-113 - 2 de diciembre de 2002, 20:05 UTC
- Tiempo acoplamiento: 178 d, 3 h y 40 min